# Milk and Honey (groupe)
Pour les articles homonymes, voir Milk and Honey.
Milk and Honey est un groupe israélien qui a remporté le Concours Eurovision de la chanson 1979 pour Israël avec Gali Atari, grâce à la chanson Hallelujah.

## Membres
- Reuven Gvirtz
- Yehuda Tamir
- Shmulik Bilu (†).